# Swellendami Köztársaság
A Swellendami Köztársaság (hollandul: Republiek van Swellendam) rövidéletű holland államalakulat, amelyet Fokföldön alapítottak 1795-ben. A korai búr köztársaságok egyikének tekintik, bár ekkoriban még igen kezdetleges volt az afrikáner (búr) identitás.
Hollandia a francia forradalom és a napóleoni háborúk során Franciaország megszállása alá került. Ekkor Swellendam és Graaff-Reinet fokföldi holland városok lakosai elhatározták, hogy saját maguk veszik kézbe lakóhelyük irányítását. A swellendami köztársaságot nemsokkal a graaff-reineti köztársaság után kiáltották ki. 1795. június 17-én vagy június 18-án Petrus Delport vezetésével 60 swellendami polgár elfoglalta Anthonie Faure városbíró rezidenciáját és lemondatták az ottani tisztviselőket, majd kikiáltották a köztársaságot. Az állam elnökének Hermanus Steynt választották.
Az államnak a szeptemberi angol megszállás vetett véget.

## Fordítás
- Ez a szócikk részben vagy egészben  a   Republik Swellendam című német Wikipédia-szócikk fordításán alapul.  Az eredeti cikk szerkesztőit annak laptörténete sorolja fel. Ez a jelzés csupán a megfogalmazás eredetét és a szerzői jogokat jelzi, nem szolgál a cikkben szereplő információk forrásmegjelöléseként.